# Predor Laedal
Predor Laerdal (norveško Lærdalstunnelen) je 24,51 kilometra dolg cestni predor, ki povezuje občini Laerdal in Aurland v okrožju Vestland na Norveškem; jugozahodni konec predora je približno 117 kilometrov severovzhodno od Bergna. Skozi njega potekata dva pasova evropske ceste E16 in je bil zadnja povezava, ki je zaključila glavno cesto, ki zdaj omogoča potovanje z avtomobilom med Oslom in Bergnom brez trajektnih povezav in težavnih gorskih prehodov pozimi. Je najdaljši cestni predor na svetu, drugi je WestConnex v Sydneyju v Avstraliji.
Leta 1975 je norveški parlament odločil, da bo glavna cesta med Oslom in Bergnom potekala skozi Filefjell. Leta 1992 je parlament to odločitev potrdil, dodal, da naj bi cesta potekala skozi predor med Laerdalom in Aurlandom, ter sprejel zakonodajo za gradnjo predora. Gradnja se je začela leta 1995, predor pa je bil odprt leta 2000. Stal je 1,082 milijarde norveških kron (113,1 milijona ameriških dolarjev).
Od leta 2025 naprej bo predor približno štiri leta vsako noč štirinajst ur popolnoma zaprt zaradi nadgradenj, ki bodo ustrezale nedavnim spremembam varnostnih predpisov EU. Na voljo so alternativne poti, kot je cesta 50, vendar so počasnejše in pozimi pogosto zaprte.

## Zasnova
Med gradnjo predora med letoma 1995 in 2000 je bilo iz njega odstranjenih skupno 2.500.000 kubičnih metrov kamnine. Predor se začne vzhodno od Aurlandsvangena v Aurlandu, gre pod gorsko verigo in konča 5,5 kilometra južno od Lærdalsøyrija v Laerdalu. Njegova zasnova upošteva duševno obremenitev vožnje skozi dolg predor; razdeljen je na štiri dele, ki jih ločujejo tri velike gorske jame (z možnostjo parkiranja) v intervalih 6 kilometrov. Medtem ko ima glavni predor bele luči, imajo jame modro osvetlitev z rumenimi lučmi na robovih, ki dajejo vtis sončnega vzhoda. Te jame naj bi prekinile monotonost, ponudile osvežujoč razgled in voznikom omogočile nekaj olajšanja. Uporabljajo se tudi kot obračališča in kot odmori za lajšanje klavstrofobije med 20-minutno vožnjo skozi predor. V predoru so na vsakem kilometru znaki, ki označujejo, koliko kilometrov je že prevoženih in koliko jih je še treba prevoziti. Da bi voznike opozorili na nepozornost ali zaspanost, je vsak vozni pas proti sredini opremljen z glasnim ropotanjem.

## Varnost
Predor nima zasilnih izhodov; vendar pa obstaja veliko varnostnih ukrepov v primeru nesreče, požara ali drugih nujnih primerov. Telefoni za klic v sili z oznako SOS so nameščeni vsakih 250 metrov za stik s policijo, gasilci in bolnišnicami. Gasilni aparati so nameščeni vsakih 125 metrov. Kadar koli se uporabi telefon za klic v sili ali se dvigne gasilni aparat, so po celotnem predoru prikazane semaforji in elektronski znaki z napisom snu og køyr ut (angleško: zavij in izhod), elektronski znaki na vhodu pa kažejo tunnelen stengt (angleško: predor zaprt). Obstaja petnajst obračališč, ki sprejmejo avtobuse in polpriklopnike. Poleg treh velikih kavern so vsakih 500 metrov zgrajene zasilne niše. Izvajajo se foto pregledi; varnostni centri v Laerdalu in Bergnu beležijo vsa vozila, ki vstopajo in izstopajo iz predora. Ožičenje je nameščeno tako, da radijski sprejemniki in mobilni telefoni med vožnjo v predoru ne izgubijo signala. Zaradi resne prekoračitve hitrosti so bile nameščene kamere za merjenje hitrosti. V regiji je zelo malo drugih popolnoma ravnih cest.

## Kakovost zraka
Visoka kakovost zraka v predoru se doseže na dva načina: prezračevanje in čiščenje. Predor Laerdal je prvi na svetu, ki je opremljen z napravo za čiščenje zraka, ki je v 100 metrov široki jami približno 9,5 kilometra severozahodno od Aurlandsvangena. Zrak iz predora v napravo vsesavata dva velika ventilatorja, delce (prah in saje) odstrani elektrostatični filter, dušikov dioksid pa velik ogljikov filter. Poleg tega veliki prezračevalni ventilatorji vsesavajo svež zrak skozi oba vhoda, zrak iz sredine predora pa se skozi prezračevalni jašek izloča v Tynjadalen.

## Galerija
- Avto parkiran v eni od tunelskih jam
- Pogled na eno od jam
- Ena od jam Laerdalstunnel ima modro in rumeno osvetlitev
- Severni portal
- Južni portal